# Résidences de Napoléon Ier

Liste des résidences où habitait le général puis empereur Napoléon Bonaparte.

## Enfance
- Casa Buonaparte, Ajaccio

Jusqu'à l'âge de 9 ans, date de son départ de Corse pour la France, Napoléon habitait à la Casa Buonaparte, rue Malerba, à Ajaccio. Maison d'allure typiquement corse, composée de trois étages percés de six fenêtres. Letizia avait acquis la maison à une certaine famille Bozzi, après de nombreuses tergiversations. Napoléon n'y reviendra qu'une fois après son départ en France, au retour de la Campagne d’Égypte. Le bâtiment est devenu un musée national en 1967.

## Jeunesse
- Café-cercle de Mademoiselle Bou, Valence

Après avoir été nommé officier, il part pour Valence où il a été affecté au régiment d'artillerie de la Fère. Il convint avec Mlle Bou, propriétaire d'un café littéraire, de se loger dans une petite chambre au deuxième étage donnant sur la rue, jusqu'à son départ en congé, en août 1786.
- Hôtel Cherbourg, Paris

Revenu de son congé en Corse, le lieutenant Bonaparte se rend à Paris pour obtenir le paiement d'une indemnité familiale par le gouvernement et loge à l'hôtel Cherbourg, où il écrit des articles manifestant ses sentiments républicains.
- Caserne militaire d'Auxonne

Après Valence, le régiment part pour Auxonne. Comme tous les soldats, Napoléon habite alors la caserne, en compagnie de son frère Louis, âgé de 13 ans, arrivé de Corse depuis peu.
- Rue Lafon, Marseille

Après un soulèvement en Corse contre la Convention, la famille Buonaparte, menacée, doit quitter l'île et se réfugie un temps à Marseille.
- Village de la Valette, alentours de Toulon

La famille décide finalement de quitter Marseille pour s'installer près de Toulon.

## Général
- Château Sallé, Antibes

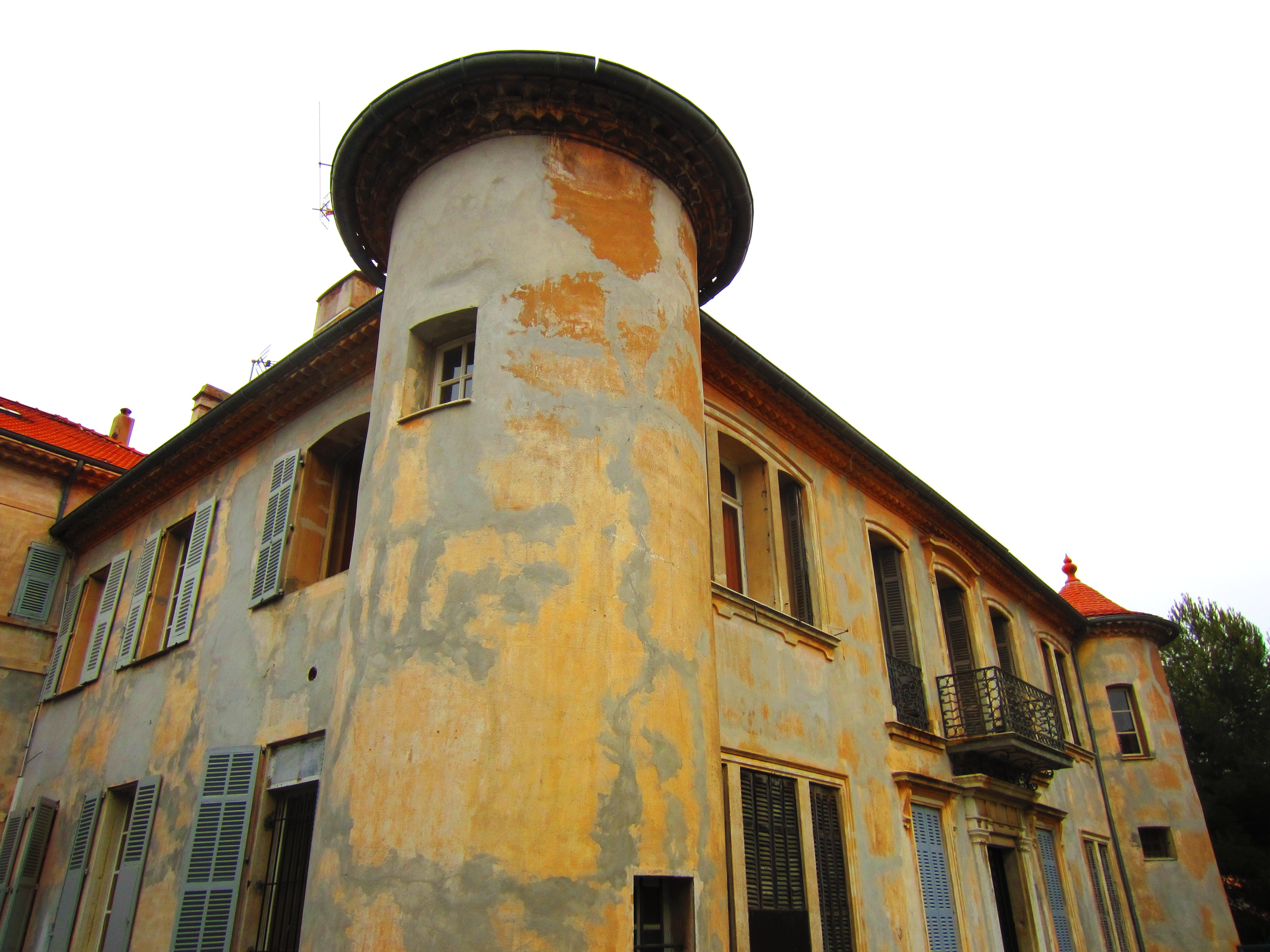
Le château Sallé à Antibes.

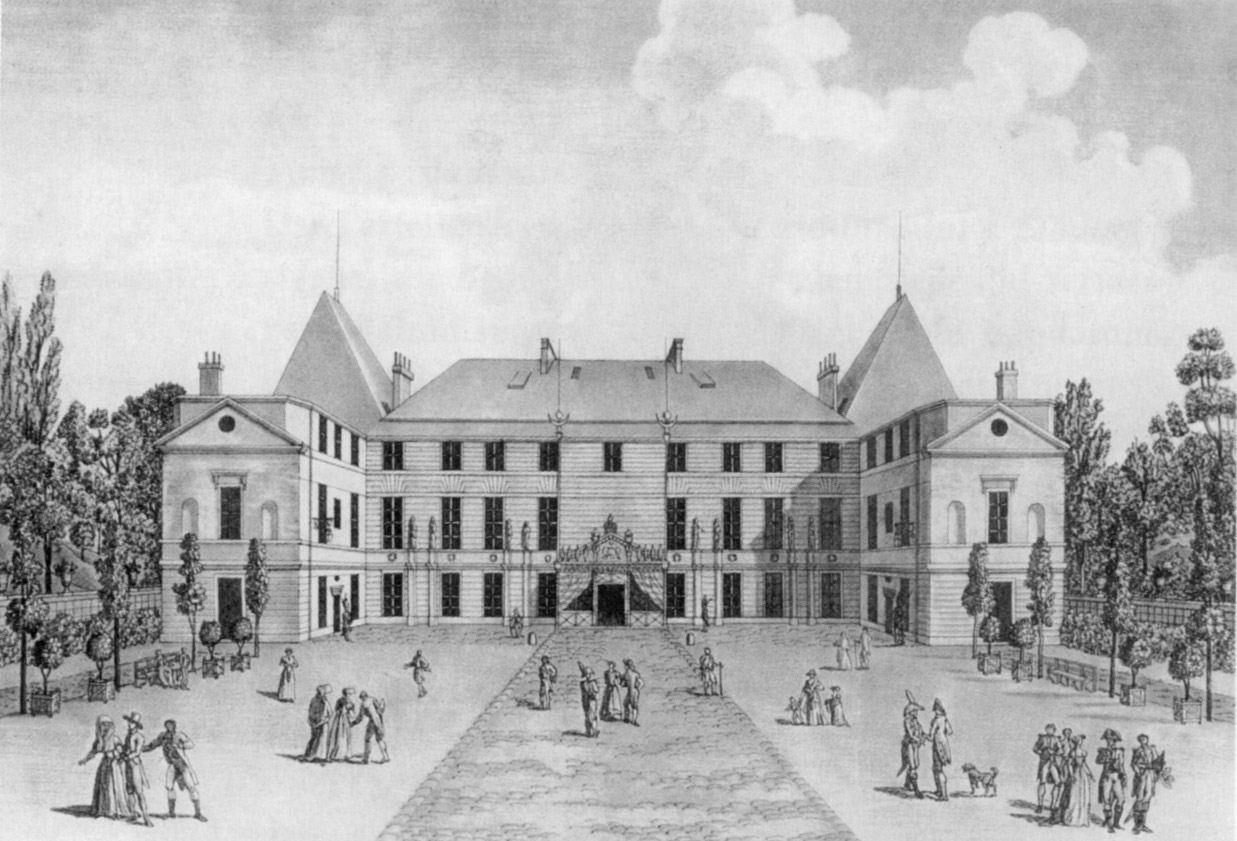
Le château de la Malmaison.

La famille déménage encore de la Valette pour résider au Château Sallé à Antibes.
- Hôtel de la Tranquillité, Marseille

C'est en revenant à Marseille que Napoléon fait la connaissance de Désirée Clary.
- Hôtel particulier de Mme Carreau, rue Chantereine, Paris

Après son mariage avec Joséphine de Beauharnais, le couple s'installe dans cet hôtel qu'il loue à Julie Carreau, maîtresse du comédien Talma.
- Château de la Malmaison, Paris

Napoléon prête 325 000 francs à Joséphine pour l'achat de la Malmaison. Le futur empereur y réside de temps à autre.
- Château de Mombello, Milan

Lors de la campagne d'Italie, après avoir contraint les Piémontais à signer la paix, il bat les Autrichiens à Lodi et entre dans Milan. Il s'installe alors au château de Mombello et y mène un grand train de vie.
- Isola Bella, lac Majeur, Italie

Après de nombreux succès, Napoléon s'installe à Isola Bella, près de Navarre sur le lac Majeur. Il y donne des représentations théâtrales et y organise des fêtes somptueuses.

## Premier Consul et Empereur
- Château de Saint-Cloud, Paris

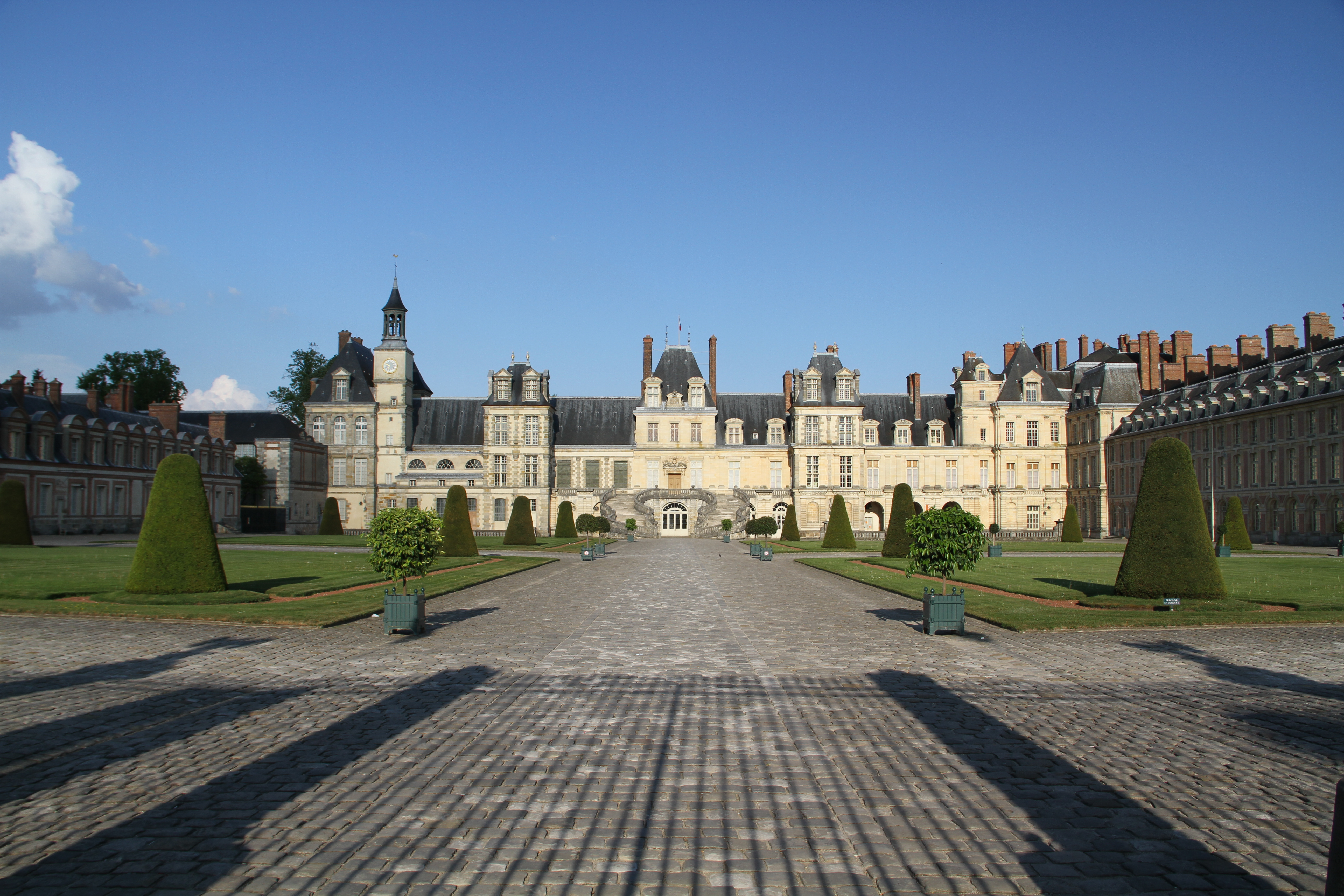
Le château de Fontainebleau.

Après son retour d’Égypte, Napoléon prend le pouvoir lors du Coup d'État du 18 brumaire. Premier Consul, il choisira un temps Saint-Cloud comme résidence principale puis, lorsqu'il aménagera aux Tuileries, comme résidence secondaire.
- Palais des Tuileries, Paris

Dès le Consulat, Napoléon s'installe au palais des Tuileries, qui demeure sous l'Empire sa résidence officielle.
- Château de Fontainebleau, Fontainebleau

Premier Consul puis Empereur, Napoléon séjourne régulièrement à Fontainebleau. 
- Château de Schönbrunn, Autriche

Lorsqu'il est en Autriche pour des raisons militaires ou diplomatiques, l'Empereur réside à Schönbrunn.
- Palais des Mulini, Portoferraio, île d'Elbe

Vaincu par les Alliés en 1814, Napoléon est exilé à l'île d'Elbe, au large de l'Italie. Arrivé sur place, l'Empereur se choisit cette résidence qui domine la ville.
- Villa San Martino, île d'Elbe

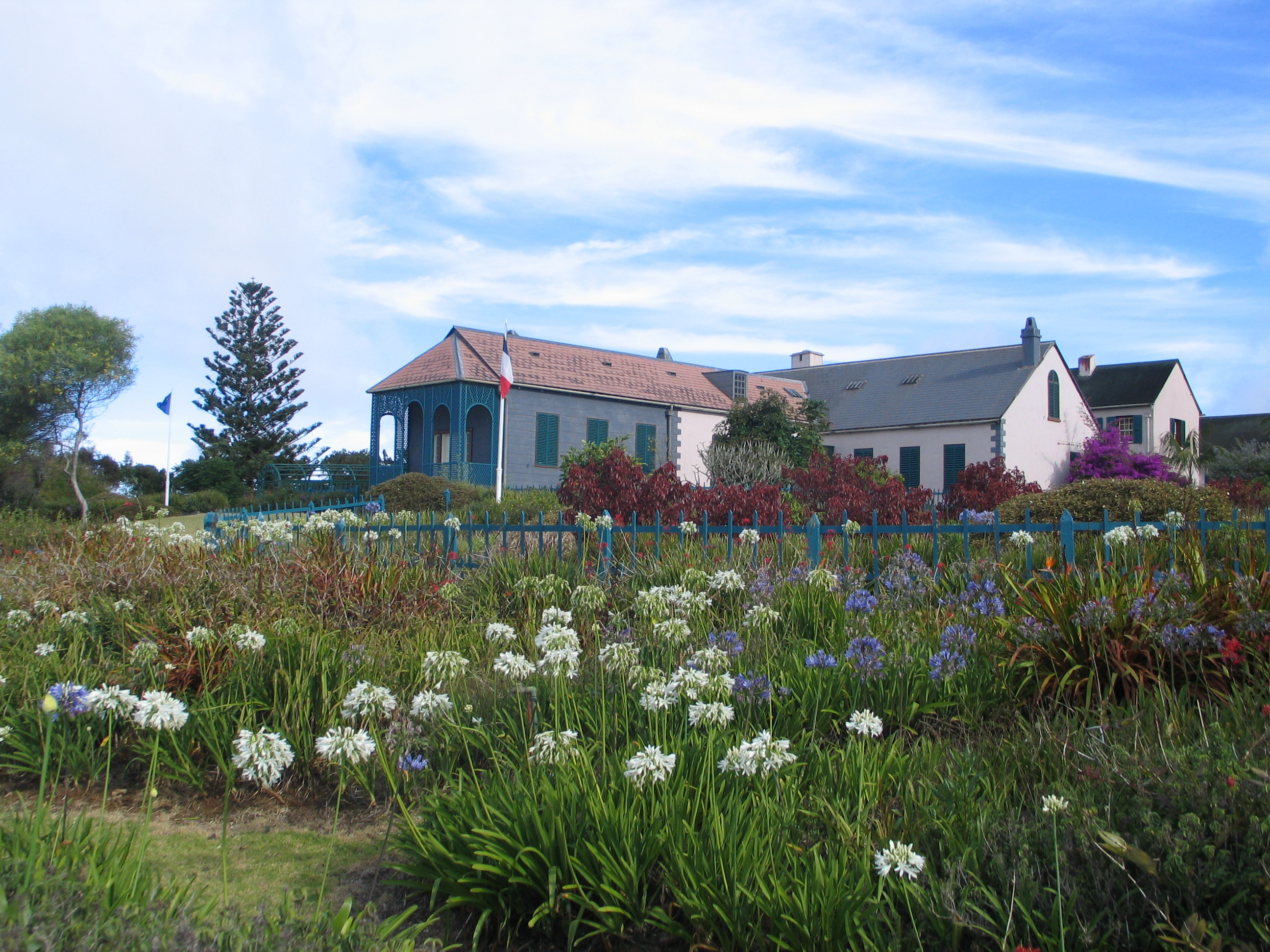
Longwood House.

La chaleur sur l'île d'Elbe étant importante en plein été, Napoléon décide de se doter d'une résidence située dans la campagne et entourée de vignes : la villa San Martino.
- Longwood House, île de Sainte-Hélène, Atlantique Sud

Après avoir quitté l'île d'Elbe, Napoléon reprend le pouvoir en France mais est battu par les Anglais et les Prussiens à Waterloo. Il est cette fois exilé sur la petite île de Sainte-Hélène, dans l'Atlantique Sud. Jusqu'à la fin de sa vie, Napoléon habitera Longwood House, maison à l'aspect sombre et froid, qui, du reste, est assez peu confortable.